# Nujoom Al-Ghanem
Nujoom Al-Ghanem (Dubai, 24 ottobre 1962) è una poetessa e regista emiratina, autrice di sei volumi di poesie e regista di diversi film.

## Biografia
Al-Ghanem,  nata a Dubai negli Emirati Arabi Uniti, unica ragazza su cinque figli, da bambina amava leggere su svariati argomenti, come misticismo, teologia, filosofia e poesia, ispirata dalla  poesia araba che fu al centro delle sue poesie: si dedicò anche alla pittura e alla fotografia: prima di diventare  scrittrice professionista il suo lavoro è stato pubblicato su giornali e riviste locali.
In seguito divenne capo del dipartimento di cultura e arte per Dubai e gli Emirati del Nord. Dopo essersi sposata, Al-Ghanem decise di recarsi in Ohio per studiare con il sostegno del marito, conseguendo quindi una laurea in produzione televisiva nell'Università dell'Ohio nel 1996 e un master in produzione multimediale presso la Griffith University in Australia nel 1999.
I temi ricorrenti nelle sue poesie sono il patriottismo, la debolezza umana e le difficoltà che le donne attraversano quotidianamente: tra le raccolte di poesie si può citare: Masa'a Al Jannah  (la notte dei cieli) (1989), tra le opere più  note e riuscite.
Fa parte del consiglio del Premio Internazionale di narrativa araba.